# Podmaniczky Frigyes

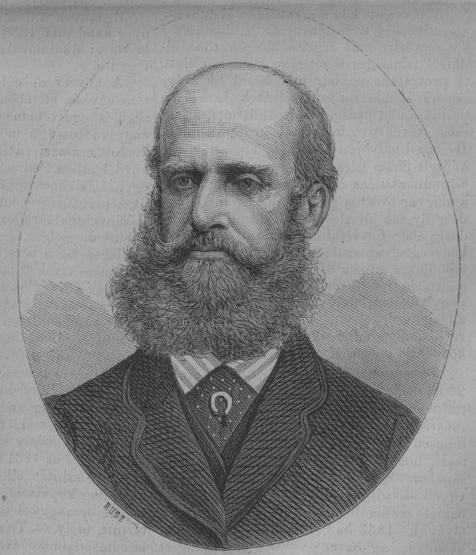
Portréja a Vasárnapi Ujságban

Báró podmanini és aszódi Podmaniczky Frigyes (Pest, 1824. június 20. – Budapest, Erzsébetváros, 1907. október 19.) magyar politikus, író, valóságos belső titkos tanácsos, országgyűlési képviselő, a fővárosi közmunkatanács alelnöke, a Magyar Tudományos Akadémia levelező tagja (1859).

## Életpályája
Szülei báró Podmaniczky Károly és janckendorfi Nostitz Erzsébet (1788–1853). Gyermekéveit Aszódon töltötte. Édesapja már 1833-ban meghalt. Középiskoláit 1838-tól 1842-ig a pesti ágostai evangélikus gimnáziumban (ma Fasori Evangélikus Gimnázium) végezte, 1842–43-ban a jogot Késmárkon hallgatta, ahova nevelőjét, Hunfalvy Pált jogtanárnak választották.
1843-tól tevékenyen részt vett a politikai életben. Ráday Gedeon megyei követ mellett írnokként működött. 1845-ben Berlinbe ment a Frigyes Vilmos Egyetemre, majd hosszabb külföldi útra indult.
1847-ig Pest vármegyei aljegyző volt, ekkor mint királyi engedélyt nyert mágnás részt vett az 1847–48-as pozsonyi országgyűlésen. 1848-ban a pesti országgyűlés felsőházának tagja lett,  korjegyzői megbízatással.
Az 1848–49-es forradalom és szabadságharcban huszárkapitány és osztályparancsnok volt. 1848 szeptemberében mint önkéntes a Schwechat melletti táborban kezdett, azután a Károlyi-huszároknál mint kapitány végigküzdötte a szabadságharcot. A világosi fegyverletétel után Aradon az osztrákok besorozták közlegénynek. Ezután Milánóban, az ott állomásozó 7. sz. Prohászka-gyalogezred kötelékében szolgált 1850 februárjáig; innen Innsbruckba, a Lajos főherceg 8. sz. gyalogezredbe osztották be. Végül június 21-én hazakerülvén falusi birtokán az irodalomnak élt. Visszavonult a közéleti szerepléstől, és szépirodalommal, valamint evangélikus egyházának ügyeivel foglalkozott.
A Magyar Tudományos Akadémia 1859. december 16-án választotta levelező tagjává.
1867 és 1873 között a bányai evangélikus egyházkerület felügyelője volt, Székács József püspök világi elnöktársa. 1868–69-ben a Hazánk című folyóirat felelős szerkesztője.
1873-tól 1905-ig a Fővárosi Közmunkák Tanácsa alelnökeként sokat tett Budapest fejlesztéséért. Az ekkor elkészült fővárosi általános rendezési tervek alapján épültek ki a körutak és a sugárutak, a dunai rakpartok, három Duna-híd stb.
1875 és 1886 között a Nemzeti Színház intendánsa. Majd tízenegyéves működése alatt a színház egyik fénykorát élte. Rendeleteivel hosszú időre biztosította, tevékenységével elősegítette a zökkenőmentes működést, anélkül, hogy a művészeti irányításba beleszólt volna. „Síma volt és diplomata, de ha kellett, gerinces és szókimondó, s ehhez a szókimondáshoz mindig megtalálta a kellő formát. A rendeletek betűjéhez nem ragaszkodott, meleg emberiessége élettel töltötte meg. A szinház alkalmazottaival való érintkezésben túlment a kötelező udvariasságon. [...] Tapintat, ügyesség és szeretetreméltóság: ez volt az ő hosszú és zavartalan intendánsi korszakának kulcsa.”
Első lépésként a műfajokat választotta szét. A népszínműveket és operetteket átadta a Népszínháznak. A szerveződő operaház – amelynek létrehozásában a Fővárosi Közmunkák Tanácsa alelnökeként is jelentős szerepe volt – majdani együttesének kialakítását is megkezdte. Rendkívül sokat tett mind a Nemzeti Színház, mind az épülő operaház biztonságos működéséért, a korszerű technika megvalósításáért. A nyitás előtt már minden szempontból teljesen szétvált a drámai és operai tagozat. A különváló színházak között átgondolt rendszer alapján osztotta el a jelmezeket és a díszleteket. Gondossága, minden részletre kiterjedő figyelme hosszú időre biztosította e két intézmény kiegyensúlyozott ügykezelésének kereteit is. Budapest kulturális életének fejlesztésében játszott szerepe miatt köztiszteletben álló személy volt.
1885-ben mint intendáns ünnepelte 10 éves jubileumát, és ez alkalommal a király császári és királyi valóságos belső titkos tanácsosi méltósággal tüntette ki. 1886-ban az adriai biztosító társulat magyarországi osztályának intézője lett, 1889-ben pedig a Szabadelvű Párt elnöke annak megszűnéséig.
1861 és 1906 között országgyűlési képviselő, 1861-ben az országgyűlés alelnöke lett. 1874-ig a szarvasi, 1875-ben a nagylaki kerület, 1878-ban Budapest VI. kerülete, 1881-ben Csanád vármegye nagylaki, 1884-ben és 1887-ben az ókanizsai, 1892. január 28-án, 1896-ban és 1901-ben Budapest IV. kerülete, 1905-ben Szászrégen választotta meg országgyűlési képviselőnek.
1898. február 8-án mint a fővárosi közmunkatanács alelnöke kapta az I. osztályú Vaskorona-rendet, majd 1905-ben az első osztályú Lipót rendet. A hajléktalanok menhelye egyletének elnöke; az országos honvédegyletnek is több évig volt elnöke. De legfényesebben igazolják hazafias jellemét azon 20 512 forintnyi alapítványai, melyeket hazai közcélokra adományozott. (Naplótöredékek III. 307. l.). Végső nyughelye az aszódi evangélikus templom.
Szépirodalmi művei, amelyeket korában szívesen olvastak, Mikszáth Kálmán szerint[forrás?] nem maradandó irodalmi értékek. Naplója és útleírásai viszont sok adatot tartalmaznak, Krúdy Gyula dolgozta fel őket az író születésének centenáriuma után.

## Emlékezete
Személyét már pályája vége felé legendák övezték. Így azt beszélték róla, hogy a fővárost szinte sose hagyta el, mert azt tartotta, hogy még nyaralni is itt lehet a legjobban. Szokatlan ruházatáról a pestiek tréfásan „kockás báró”, „pepita báró” illetve „Fridmaniczky Poci”-néven emlegették.
- 1983-ban Budapest V. kerületében teret neveztek el róla, ahol 1991 óta Kő Pál emlékoszlopa állít emléket személyének. (A VI. kerületi Podmaniczky utca (1874 óta) nem Frigyesről, hanem nagybátyjáról, Jánosról van elnevezve.)[13]
- Podmaniczky Frigyes emlékének ápolása egyfajta erjesztője volt a városvédő fordulatnak, a lokálpatriotizmus éledésének. A Budapesti Városvédő Egyesület minden év június 20-án hagyományosan megkoszorúzza a szülőházán található emléktáblát, a belvárosi Ferenczy István utca 12. alatt.

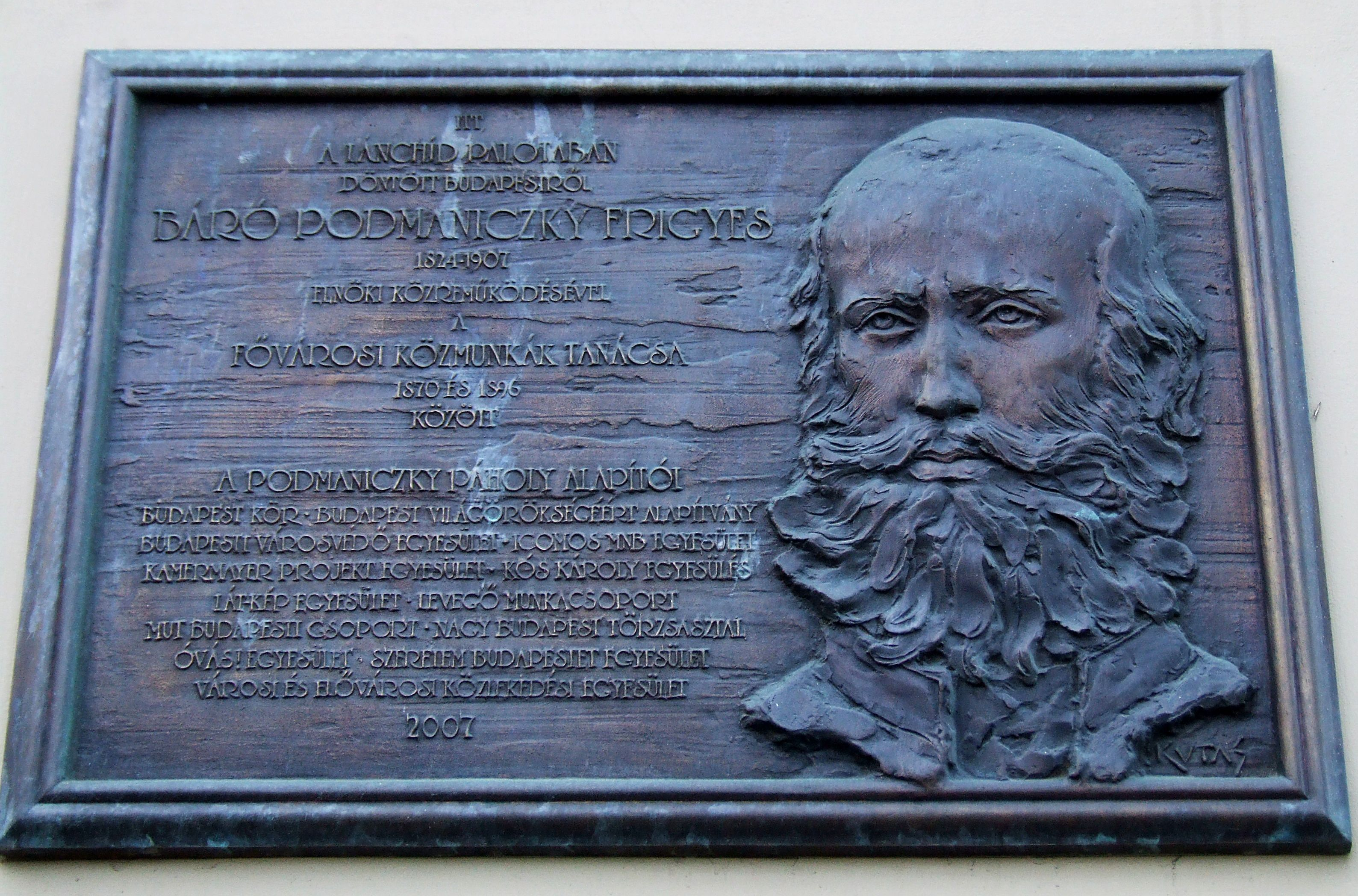
Emléktáblája: I. kerület Clark Ádám tér Kutas László alkotása (bronz, 2007)
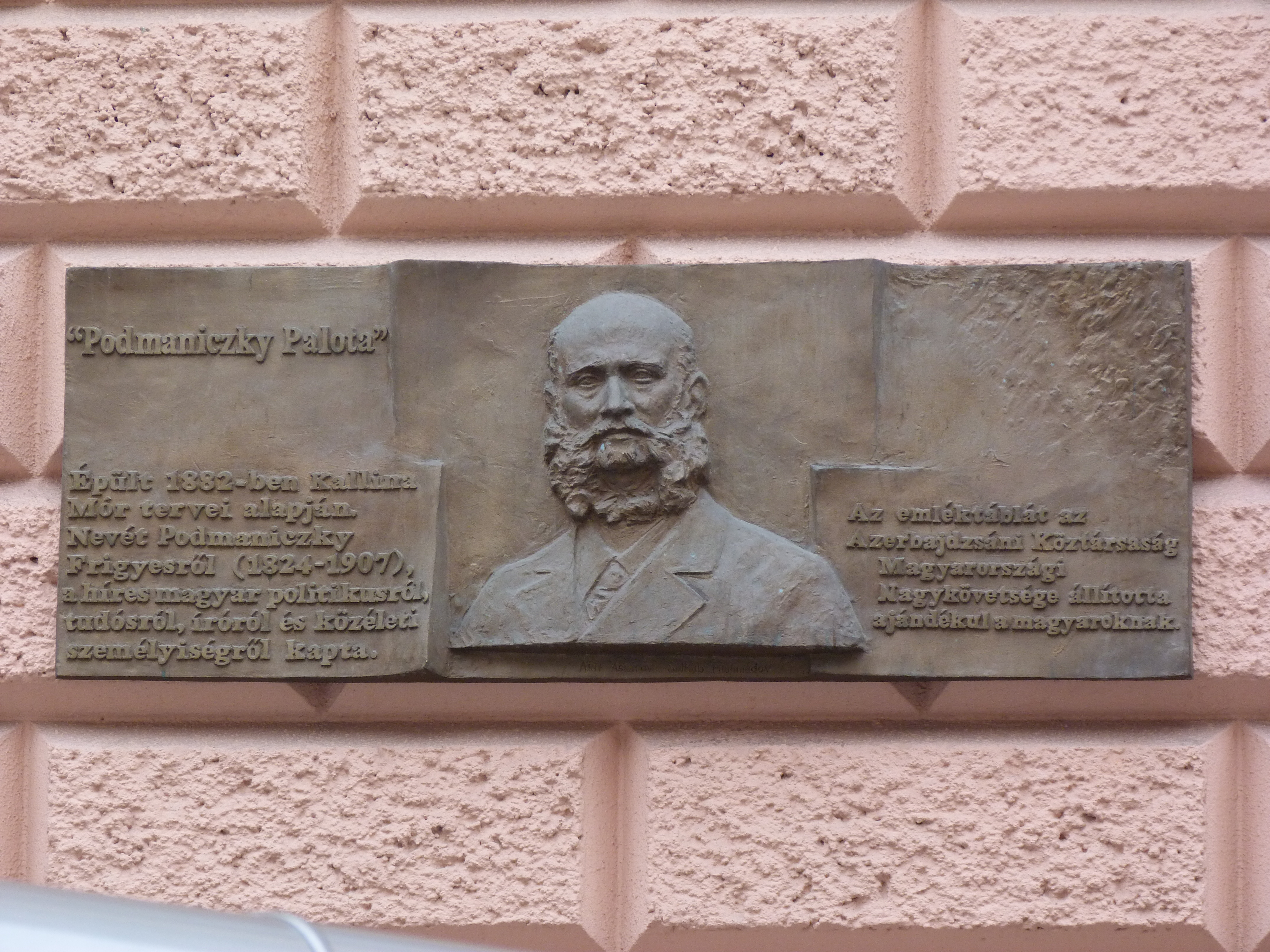
Emléktáblája a Terézvárosban
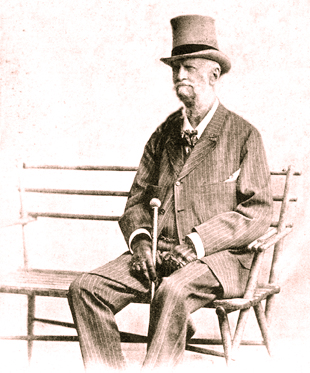
Az idős Podmaniczky

## Művei
- Úti naplómból. Pest, 1853. (Ism. P. Napló 996., Budapesti Hirlap 285. sz.)
- A fekete dominó. Regény, 1-2.; Irodalmi Intézet, Pest, 1853 (Ism. Divatcsarnok, Budapesti Hírlap 285. sz., Pesti Napló 1073. sz., Hölgyfutár 213. sz.)
- Az alföldi vadászok tanyája. Regény. Uo. 1854. Négy kötet. (Ism. P. Napló 1855. I. 47. sz.)
- Tessék ibolyát venni. Regény. Uo. 1856. Öt kötet. (Ism. Pesti Napló 431. sz.)
- Hazai vadászatok és sport Magyarországon. Írták Andrássy Manó gróf, Orczy Béla báró, Podmaniczky Frigyes báró, Sándor Mór gróf, Szalbek György, Wenckheim Béla báró és Festetits Béla gróf. 25 színezett képpel. Uo. 1857. (Franciául: Les chasses et le sport en Hongrie. Uo. 1858)
- Margit angyal. Folytatása a "Tessék ibolyát venni" czímű regénynek; Lauffer–Stolp, Pest, 1859 (Ism. Kalauz 26. sz.)
- Álom és valóság. Regény. Uo. 1861. Két kötet
- B. Podmaniczky Frigyes beszéde a képviselőházban. Uo. 1861 (A „Magyarország” melléklete, Jókai Mór beszédével együtt)
- A társadalmi regényről; Akadémiai Értesítő, 1861
- Egyetlen könycsepp. Regény. Uo. 1863. Két kötet
- A kék szemüveges nő. Regény; Lauffer, Pest, 1864 (Előbb a Honban)
- Régen történt mindez. Regény. Uo. 1866. Három kötet
- Apály és dagály. Napló-töredékek. Uo. 1867
- Jelentés az 1865-68. országgyűlés folyamáról választóinak emlékül. Uo. 1869. (Szlovákul is)
- A kedvencz. Regény. Uo. 1868. Két kötet
- Nyilatkozat Szarvas város választóihoz. Uo. 1872
- Podmaniczky Frigyes a Magy. Kir. Opera és a Budapesti Nemzeti Színház volt intendánsának a két műintézetre vonatkozó véleménye; Pesti Ny., Bp., 1887
- Napló-töredékek. 1824-1888. Budapest, 1887-88. Négy kötet. (Ism. P. Napló 1887., 97., P. Hírlap 95. Nemzet 13., 319., 1888. 100., Főv. L. 1887. 92., 1888. 96. sz., Egyetértés 98., Budapesti Hírlap 94. sz.).[14]
- Podmaniczky Frigyes–Neuschlosz Ödön: Emlékirat a "Hajléktalanok Menhelye" czimű egylet Alföld-utczai menházának megnyitása alkalmából; Hornyánszky Viktor, Bp., 1888
- Az alföldi vadászok tanyája. Regény; Franklin, Bp., 1906
- Egy régi gavallér emlékei. Válogatás a Naplótöredékekből, 1824-1887; vál., szerk., jegyz., utószó Steinert Ágota; Helikon, Bp., 1984

## Származása
| báró Podmaniczky Frigyes (Pest, 1824. június 20.– Budapest, 1907. október 19.) politikus | Apja: br. Podmaniczky Károly (Aszód, 1772. november 13.– Pest, 1833. szeptember 21.)          | Apai nagyapja: br. Podmaniczky Sándor (Aszód, 1723. január 6.– Pest, 1786. szeptember 6.)              | Apai nagyapai dédapja: Podmaniczky János (1691. február 6.– 1743)                                                    |  |
| báró Podmaniczky Frigyes (Pest, 1824. június 20.– Budapest, 1907. október 19.) politikus | Apja: br. Podmaniczky Károly (Aszód, 1772. november 13.– Pest, 1833. szeptember 21.)          | Apai nagyapja: br. Podmaniczky Sándor (Aszód, 1723. január 6.– Pest, 1786. szeptember 6.)              | Apai nagyapai dédanyja: osztrolukai Osztroluczky Judit (1690– Aszód, 1766. június 19.)                               |  |
| báró Podmaniczky Frigyes (Pest, 1824. június 20.– Budapest, 1907. október 19.) politikus | Apja: br. Podmaniczky Károly (Aszód, 1772. november 13.– Pest, 1833. szeptember 21.)          | Apai nagyanyja: királyfiai Jeszenák Éva Zsuzsanna (Pozsony, 1735. február 22.– Pest, 1808. április 8.) | Apai nagyanyai dédapja: Jeszenák Pál (? –1762) királyi tanácsos                                                      |  |
| báró Podmaniczky Frigyes (Pest, 1824. június 20.– Budapest, 1907. október 19.) politikus | Apja: br. Podmaniczky Károly (Aszód, 1772. november 13.– Pest, 1833. szeptember 21.)          | Apai nagyanyja: királyfiai Jeszenák Éva Zsuzsanna (Pozsony, 1735. február 22.– Pest, 1808. április 8.) | Apai nagyanyai dédanyja: Beigler Erzsébet                                                                            |  |
| báró Podmaniczky Frigyes (Pest, 1824. június 20.– Budapest, 1907. október 19.) politikus | Anyja: jänckendorfi Nostitz Erzsébet (Drezda, 1788. november 17.– Aszód, 1853. augusztus 23.) | Anyai nagyapja: Gottlob Nostitz (See/Niesky, 1765. április 29.– Oppach, 1836. október 15.)             | Anyai nagyapai dédapja: Wolf Gottlob von Nostitz (1718–1759)                                                         |  |
| báró Podmaniczky Frigyes (Pest, 1824. június 20.– Budapest, 1907. október 19.) politikus | Anyja: jänckendorfi Nostitz Erzsébet (Drezda, 1788. november 17.– Aszód, 1853. augusztus 23.) | Anyai nagyapja: Gottlob Nostitz (See/Niesky, 1765. április 29.– Oppach, 1836. október 15.)             | Anyai nagyapai dédanyja: Iuliana Eleonora Ernestine von Kiesenwetter                                                 |  |
| báró Podmaniczky Frigyes (Pest, 1824. június 20.– Budapest, 1907. október 19.) politikus | Anyja: jänckendorfi Nostitz Erzsébet (Drezda, 1788. november 17.– Aszód, 1853. augusztus 23.) | Anyai nagyanyja: Henriette von Bose (1769. február 28. – 1848. március 9.)                             | Anyai nagyanyai dédapja: Carl Hieronymus von Bose ( Ermlitz, 1718. október 15. – Lipcse, 1797. szeptember 14.)       |  |
| báró Podmaniczky Frigyes (Pest, 1824. június 20.– Budapest, 1907. október 19.) politikus | Anyja: jänckendorfi Nostitz Erzsébet (Drezda, 1788. november 17.– Aszód, 1853. augusztus 23.) | Anyai nagyanyja: Henriette von Bose (1769. február 28. – 1848. március 9.)                             | Anyai nagyanyai dédanyja: Caroline Friederike von Bose ( Hartmannsdor 1739. június 25. – Kleinwelka 1816. június 6.) |  |